# Bibliographie sur la Mésoamérique
Cette bibliographie sur l'Amérique précolombienne n'est pas une bibliographie exhaustive, elle a seulement un but pédagogique.

## Ouvrages
- Listes d'ouvrages de référence sur l'Amérique précolombienne classés par auteur
- Liste d'ouvrages sur l'Amérique précolombienne classés par thème

## Romans
- Liste de romans sur l'Amérique précolombienne classés par auteur
- Liste de romans sur l'Amérique précolombienne classés par titres